# Инагаки, Кономи
Кономи Инагаки (яп. 稲垣 好 Инагаки Кономи, род. 24 июля, префектура Ниигата, Япония) — японская сэйю.

## Биография
Кономи Инагаки родилась 24 июля в префектуре Ниигата. В детстве была замкнутым и застенчивым ребёнком. Увлеклась аниме и решила стать сэйю после перехода в старшие классы начальной школы.
Под влиянием аниме-сериала K-On! Инагаки захотела основать группу, похожую на показанную в сериале Ho-kago Tea Time. Смогла добиться желаемого на первом году учёбы в старшей школе. В группе выступала как вокалистка и играла на клавишных инструментах.
После окончания старшей школы обучалась в профессиональном училище в Ниигате. Скопив достаточно средств с подработки, переехала в Токио, чтобы поступить в Японский институт актёрского нарративного искусства (яп. 日本ナレーション演技研究所 Нихон нарэ:сён энги кэнкю:-дзё). Поначалу была не уверена в себе, но благодаря строгому выговору, полученного от её преподавательницы Тики Сакамото, твёрдо решила продвигаться по выбранному пути. После окончания обучения заключила контракт с агентством талантов I’m Enterprise и в 2019 году начала карьеру сэйю.
Свою первую главную роль Инагаки получила в аниме-сериале Do It Yourself!! (2022), в котором озвучила  неуклюжую девочку-подростка Сэруфу Юа и исполнила две музыкальные темы: совместно с сэйю пятерых других главных героинь — открывающую «Dokidoki Idea wo Yoroshiku!» (яп. どきどきアイデアをよろしく！ Докидоки айдэа о ёросику!!, «Приветствуем волнующие идеи!»), а дуэтом с Каной Итиносэ — закрывающую «Tsuzuku Hanashi» (яп. 続く話 Цудзуку ханаси, «Продолжающийся рассказ»). В числе других ролей Инагаки: Анже в Black Summoner (2022), Элли в аниме-сериале «Синдуальность: Нуар» (2023—2024) и Мина в My Wife Has No Emotion (2024).

## Избранная фильмография

### Аниме-сериалы
2020
- Magatsu Wahrheit -Zuerst- — Аделина

2022
- Black Summoner — Анже[6]
- Do It Yourself!! — Сэруфу Юа[2]
- Mobile Suit Gundam: The Witch from Mercury — Лилика Кадока Липати[9]
- Slow Loop — Мицуки

2023
- Berserk of Gluttony — Луна
- Malevolent Spirits: Mononogatari — Сихо
- Mobile Suit Gundam: The Witch from Mercury (продолжение) — Лилика Кадока Липати
- Overtake! — Момо Нихоммацу
- Sugar Apple Fairy Tale — Дана
- The Dangers in My Heart — Игараси
- Uma Musume Pretty Derby (третий сезон) — Копано Рики
- «Восхождение Героя Щита» (третий сезон) — Имия
- «Синдуальность: Нуар» — Элли[7]

2024
- My Wife Has No Emotion — Мина[8]
- Puniru Is a Cute Slime — Ти Хосигари
- Re:Monster — Мейл Файло Рейнфолл
- Tower of God (второй сезон) — Ся Ся[10]
- Villainess Level 99 — Джессика Монфорд
- You Are Ms. Servant — Нака Хикагэ[11]
- «О моём перерождении в слизь» (третий сезон) — Дзиву
- «Синдуальность: Нуар» (продолжение) — Элли[12]

2025
- Li’l Miss Vampire Can’t Suck Right  — Юй Хасимото[13]
- The Red Ranger Becomes an Adventurer in Another World — Идола Авом[14]
- Touring After the Apocalypse — Ёко[15]
- Uglymug, Epicfighter — Сэйка[16]

### Компьютерные игры
2020
- Brown Dust — Джули[17]
- Kemono Friends 3 — индийский слон[18]

2022
- Lackgirl I: Astra Inclinant, sed non Obligant — Со[19]
- Last Period: The Story of an Endless Spiral — Лушау
- Quiz RPG: The World of Mystic Wiz — Мельтия
- Uma Musume Pretty Derby — Копано Рики[20]

2023
- Goddess of Victory: Nikke — Марциана[21]
- Monster Strike — Ацу-химэ, блуждающий огонёк

2024
- Azur Lane — Амити
- Dolphin Wave — Кобари Сакимия[22]
- Fire Emblem Heroes — Юлия
- Reverse Blue × Re-birth End — Анса[23]
- Unicorn Overlord — Элина, наёмница (тип F)